# Sofronie Miclescu
Sofronie Miclescu (n. 1790 – d. 21 mai 1861) a fost un cleric român, care a îndeplinit funcția de episcop al Hușilor (1826-1851) și apoi pe cea de mitropolit al Moldovei și Sucevei (1851-1861).

## Biografie
Mitropolitul Sofronie Miclescu (din botez Sandu Miclescu), fiul marelui vornic Constantin Miclescu și al soției sale Zoe, născută Vârnav, s-a născut în jurul anului 1790 într-o familie de boieri moldoveni, fiind frate cu logofătul Scarlat Miclescu, tatăl mitropolitului Calinic Miclescu. A fost tuns în monahism la Mănăstirea Secu (1818), apoi trecut la Mănăstirea Neamț; a fost hirotonit ierodiacon (1821) și apoi ieromonah (1824). Pentru merite deosebite este ales episcop de Huși la 26 mai 1826 și hirotonit la 3 iunie același an. Va păstori până în 1851, când este ales mitropolit al Moldovei. În primul an de la alegerea sa ca mitropolit, s-a decretat „legiuirea pentru organizarea învățăturilor bisericești în Moldova”, potrivit căreia se organizau trei tipuri de școli teologice: școli bisericești de ținut, secția primă a seminarului și secția a doua a seminarului, la toate acestea el aducându-și o contribuție deosebită.
În 1857 mitropolitul Sofronie, împreună cu tot clerul pe care-l păstorea, se opune lui Nicolae Vogoride, acțiunea sa având drept urmarea anularea alegerilor măsluite de către caimacam.
În ultimul an al arhipăstoririi sale a avut loc marele act al Unirii Principatelor (24 ianuarie 1859), față de care la început a manifestat temeri, ezitând să prezideze adunarea electivă din 5/17 ianuarie 1859, fapt ce i-a adus multe insulte din partea guvernului. În cele din urmă și-a adus contribuția sa, cu toată tăria, fiind ales chiar președintele Divanului ad-hoc al Moldovei.
A păstorit Mitropolia Moldovei și Sucevei până la 7 noiembrie 1860, când a fost suspendat și înlăturat din scaun deoarece s-a opus reformelor lui Alexandru Ioan Cuza, care vizau o imixtiune a politicului în treburile Bisericii. Exilat la Mănăstirea Slatina, la fel ca și Veniamin Costache (decedat încăvdin 1846), după paretisisul din 19 ianuarie 1861, i s-a acordat o pensie și a fost chemat să locuiască în Iași.
A murit la Mănăstirea Slatina, la 21 mai 1861, iar rămășițele sale pământești au fost aduse și așezate într-un mormânt săpat în pridvorul mic din biserica voievodală a Mănăstirii Neamț. De ceremonia înhumării sale s-a ocupat locotenentul de mitropolit Chesarie Resmeriță "Sinadon". Lespedea sa de mormânt a fost înlocuită mai târziu, în 1886, pentru că în mormântul său a fost îngropat și nepotul său, mitropolitul Calinic Miclescu.

## Descendență și arbore genealogic
| Safta Iordachi-Costachi | Safta Iordachi-Costachi | Safta Iordachi-Costachi | Safta Iordachi-Costachi | Safta Iordachi-Costachi | Safta Iordachi-Costachi |                     |                     |                     |                     |                     |                     | Sandu C. Miclescu | Sandu C. Miclescu | Sandu C. Miclescu | Sandu C. Miclescu | Sandu C. Miclescu | Sandu C. Miclescu |  |  | ? | ? | ? | ? | ? | ? |            |            |            |            |            |            | Teodor Vârnav | Teodor Vârnav | Teodor Vârnav | Teodor Vârnav | Teodor Vârnav | Teodor Vârnav |  |  |
| Safta Iordachi-Costachi | Safta Iordachi-Costachi | Safta Iordachi-Costachi | Safta Iordachi-Costachi | Safta Iordachi-Costachi | Safta Iordachi-Costachi |                     |                     |                     |                     |                     |                     | Sandu C. Miclescu | Sandu C. Miclescu | Sandu C. Miclescu | Sandu C. Miclescu | Sandu C. Miclescu | Sandu C. Miclescu |  |  | ? | ? | ? | ? | ? | ? |            |            |            |            |            |            | Teodor Vârnav | Teodor Vârnav | Teodor Vârnav | Teodor Vârnav | Teodor Vârnav | Teodor Vârnav |  |  |
|                         |                         |                         |                         |                         |                         |                     |                     |                     |                     |                     |                     |                   |                   |                   |                   |                   |                   |  |  |   |   |   |   |   |   |            |            |            |            |            |            |               |               |               |               |               |               |  |  |
|                         |                         |                         |                         |                         |                         | Constantin Miclescu | Constantin Miclescu | Constantin Miclescu | Constantin Miclescu | Constantin Miclescu | Constantin Miclescu |                   |                   |                   |                   |                   |                   |  |  |   |   |   |   |   |   | Zoe Vărnav | Zoe Vărnav | Zoe Vărnav | Zoe Vărnav | Zoe Vărnav | Zoe Vărnav |               |               |               |               |               |               |  |  |
|                         |                         |                         |                         |                         |                         | Constantin Miclescu | Constantin Miclescu | Constantin Miclescu | Constantin Miclescu | Constantin Miclescu | Constantin Miclescu |                   |                   |                   |                   |                   |                   |  |  |   |   |   |   |   |   | Zoe Vărnav | Zoe Vărnav | Zoe Vărnav | Zoe Vărnav | Zoe Vărnav | Zoe Vărnav |               |               |               |               |               |               |  |  |
|                         |                         |                         |                         |                         |                         |                     |                     |                     |                     |                     |                     |                   |                   |                   |                   |                   |                   |  |  |   |   |   |   |   |   |            |            |            |            |            |            |               |               |               |               |               |               |  |  |
|                         |                         |                         |                         |                         |                         |                     |                     |                     |                     |                     |                     |                   |                   |                   |                   | Sofronie Miclescu |                   |  |  |   |   |   |   |   |   |            |            |            |            |            |            |               |               |               |               |               |               |  |  |

Deosebit de interesant este (arborele genealogic al familiei Miclescu) în care se văd legăturile de rudenie cu multe din familiile domnitoare sau boierești din Principatul Moldovei sau al Țării Românești.

## Opera

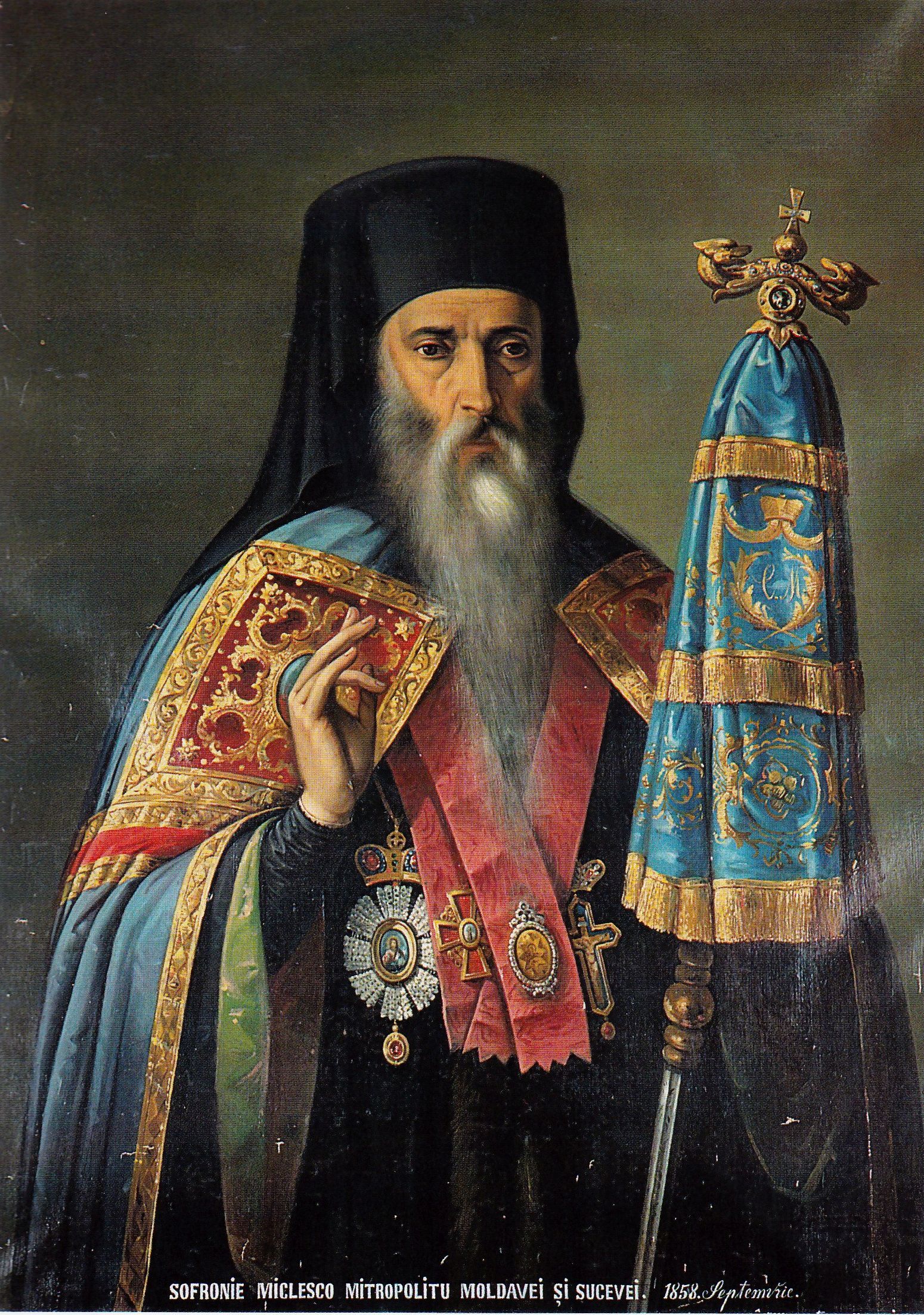
Portretul mitropolitului Sofronie Miclescu executat de Nicolae Grigorescu la Mănăstirea Agapia.

A tradus din grecește lucrarea episcopului lnochentie de Kamceatca (devenit apoi mitropolit al Moscovei):
- Povățuitoriu la împărăția cerurilor (lași,1846, 6+26+ 116p.),
- Acatistul Sfinților Apostoli Petru și Pavel (Neamț, 1844),
- Slujba Sfântului Modest al Ierisalimului (Neamț, 1849),
- Cinstitul Paraclis al Sfântului Mormânt (imprimat în Ceaslovul de la Neamț, 1874);

Au rămas în manuscris:
- Predicile din prima săptămână a postului mare ale mitropolitului Inochentie al Harkovului (MS. 1712 Bibl.  Acad.).

Ca mitropolit, a tipărit la mănăstirea Neamț câteva ediții ale unor cărți de slujbă, precum și Viețile Sfinților, în 12 vol. după traducerea ierodiaconului Sefan de la Neamț (1854-1855).